# キリンカップサッカー2009
キリンカップサッカー2009は、第30回目のキリンカップサッカーである。
2009年5月27日から5月31日にかけて開催され、日本、チリ、ベルギーが参加した。

## 結果
| 2009年5月27日 19:35 |

| 日本                                                  | 4 - 0    | チリ |
| 岡崎慎司 20分, 24分 · 阿部勇樹 53分 · 本田圭佑 90+2分 | レポート |      |

| 大阪長居スタジアム（大阪） 観客数: 43,531人 主審: アナス・ヘルマンセン |

| 2009年5月29日 19:03 |

| ベルギー        | 1 - 1    | チリ        |
| ローランツ 17分 | レポート | メデル 23分 |

| フクダ電子アリーナ（千葉） 観客数: 6,050人 主審: 東城穣 |

| 2009年5月31日 19:24 |

| 日本                                                          | 4 - 0    | ベルギー |
| 長友佑都 21分 · 中村憲剛 23分 · 岡崎慎司 60分 · 矢野貴章 70分 | レポート |          |

| 国立霞ヶ丘競技場（東京） 観客数: 42,520人 主審: ロブ・スタイルズ |

## 順位
| 順 | チーム   | 試 | 勝 | 分 | 敗 | 得 | 失 | 差 | 点 |
| -- | -------- | -- | -- | -- | -- | -- | -- | -- | -- |
| 1  | 日本     | 2  | 2  | 0  | 0  | 8  | 0  | +8 | 6  |
| 2  | チリ     | 2  | 0  | 1  | 1  | 1  | 5  | −4 | 1  |
| 2  | ベルギー | 2  | 0  | 1  | 1  | 1  | 5  | −4 | 1  |

## 優勝チーム
| キリンカップサッカー2009優勝 |
| ---------------------------- |
| · 日本 · 10回目              |